# Massacre do Parque Nacional W
O Massacre do Parque Nacional W ocorreu em 8 de fevereiro de 2022, quando dois veículos de patrulha do African Parks no Parque Nacional W do Benin foram gravemente danificados por minas terrestres, matando oito pessoas. O incidente, que se acredita ter sido perpetrado por islâmicos, foi um dos maiores ataques terroristas da história do país.

## Antecedentes
Benin é mais estável do que a maioria dos outros países da África Ocidental e é uma das poucas nações a não ter um grande problema de terrorismo. No entanto, a partir do final de 2021, o terrorismo começou a chegar do exterior, especialmente do Sahel, que fica ao norte. Em dezembro de 2021, o ataque de Porga ocorreu quando homens armados (provavelmente de Burkina Faso, que tem uma insurgência jihadista), invadiram um posto militar perto da cidade de Porga, no departamento de Atakora, matando dois soldados. Em janeiro de 2022, um veículo militar colidiu com um artefato explosivo improvisado, matando duas pessoas.

## Massacre
Em 8 de fevereiro de 2022, um veículo de patrulha no Parque Nacional W estava procurando por caçadores quando seus veículos atingiram duas minas terrestres plantadas pelos terroristas. Das oito pessoas mortas na explosão, cinco eram guardas florestais, um funcionário do parque, outro um policial francês e o outro um soldado. Dez pessoas ficaram feridas.

## Consequências
As autoridades francesas concordaram em iniciar uma investigação depois de saber que um cidadão francês estava entre os mortos. A African Parks divulgou uma declaração de que estava trabalhando com autoridades beninenses e francesas em resposta ao massacre. Tropas beninenses foram enviadas ao parque para manter a ordem. As autoridades governamentais também realizaram uma reunião para discutir o ataque.
Em 10 de fevereiro, outro atentado à bomba na estrada matou um civil e um guarda florestal. O guarda inicialmente sobreviveu ao ataque bombista, mas morreu depois de ser atacado pelos perpetradores.
Em 10 de fevereiro, as Forças Armadas Francesas bombardearam uma base mantida por rebeldes jihadistas no sul de Burkina Faso. O motivo oficial dado foi a retaliação pelo massacre.